# Comuna Scărișoara, Olt
Scărișoara este o comună în județul Olt, Oltenia, România, formată din satele Plăviceni, Rudari și Scărișoara (reședința). Se află în partea de sud a județului, la 30 km de orașul Caracal și 75 km de Slatina. Se află e la 2 km respectiv 3 km de aceasta. La est se găsește râul Olt. .

## Istoric
- Prima atestare documentară a satului Scărișoara este din 8 iunie 1575 când voievodul Alexandru al II-lea Mircea întărește mai multor oameni dreptul de a-și face ocină în acest sat.
- Satul Plăviceni este menționat prima oară într-un document din 23 ianuarie 1557 în care vodă Pătrașcu cel Bun întărește lui jupân Stoica ban "să-i fie ocină Plăvicenii de sus".

## Date geografice
Relieful comunei este unul de șes. Comuna este străbătută de râul Olt.

### Comune vecine
- Nord: Băbiciu și Sprâncenata
- Vest: Traian și Studina
- Sud: Rusănești

Prin comuna Scărișoara trece paralela de 44 de grade.

## Demografie
Componența etnică a comunei Scărișoara
     Români (67,25%)
     Romi (24,44%)
     Alte etnii (0%)
     Necunoscută (8,31%)
Componența confesională a comunei Scărișoara
     Ortodocși (91,38%)
     Alte religii (0,31%)
     Necunoscută (8,31%)
Conform recensământului efectuat în 2021, populația comunei Scărișoara se ridică la 2.901 locuitori, în scădere față de recensământul anterior din 2011, când fuseseră înregistrați 3.002 locuitori. Majoritatea locuitorilor sunt români (67,25%), cu o minoritate de romi (24,44%), iar pentru 8,31% nu se cunoaște apartenența etnică. Din punct de vedere confesional, majoritatea locuitorilor sunt ortodocși (91,38%), iar pentru 8,31% nu se cunoaște apartenența confesională.

## Politică și administrație
Comuna Scărișoara este administrată de un primar și un consiliu local compus din 11 consilieri. Primarul, Dan Iacob[*], de la Partidul Național Liberal, este în funcție din octombrie 2020. Începând cu alegerile locale din 2024, consiliul local are următoarea componență pe partide politice:
|  | Partid                    | Consilieri | Componența Consiliului | Componența Consiliului | Componența Consiliului | Componența Consiliului | Componența Consiliului | Componența Consiliului | Componența Consiliului | Componența Consiliului |
|  | ------------------------- | ---------- | ---------------------- | ---------------------- | ---------------------- | ---------------------- | ---------------------- | ---------------------- | ---------------------- | ---------------------- |
|  | Partidul Național Liberal | 8          |                        |                        |                        |                        |                        |                        |                        |                        |
|  | Partidul Social Democrat  | 3          |                        |                        |                        |                        |                        |                        |                        |                        |